# ای‌ام هرکول
ای‌ام هرکول یک ستاره است که در صورت فلکی زانوزده قرار دارد.